# Movimento Socialista pela Integração
O Movimento Socialista pela Integração (em albanês: Lëvizja Socialiste për Integrim) é um partido político social-democrata da Albânia, fundado em 6 de setembro de 2004 quando seu fundador Ilir Meta e outros dissidentes do PSSh desfiliaram-se em conjunto por não concordarem mais com os rumos do partido.
Na época de sua fundação, seus membros optaram por denominar a organização como Movimento ao invés de Partido com o objetivo de fazer com que a nova organização partidária fosse capaz de transmitir ao eleitorado albanês a ideia de maior abertura e inclusão de minorias sociais, diferenciando-se dessa forma dos partidos tradicionais do país.

## Resultados eleitorais
| Data | CI. | Votos   | %              | +/-   | Deputados | +/-  | Status   |
| ---- | --- | ------- | -------------- | ----- | --------- | ---- | -------- |
| 2005 | 5.º | 112 449 | 8,24 / 100,00  | Novo  | 5 / 140   | Novo | Oposição |
| 2009 | 3.º | 73 678  | 4,85 / 100,00  | 3.39% | 4 / 140   | 1    | Governo  |
| 2013 | 3.º | 180 470 | 10,46 / 100,00 | 5.61% | 16 / 140  | 12   | Governo  |
| 2017 | 3.º | 225 901 | 14,28 / 100,00 | 3.82% | 19 / 140  | 3    | Oposição |
| 2021 | 3.º | 107 521 | 6,81 / 100,00  | 7.47% | 4 / 140   | 15   | Oposição |